# Nolinius
Nolinius war ein antiker römischer Toreut (Metallbildner), der in der zweiten Hälfte des 1. Jahrhunderts in Gallien tätig war.
Nolinius ist heute nur noch aufgrund eines Signaturstempels auf einer Bronze-Kasserolle bekannt. Diese wurde bei der Driel'schen Fähre (Drielsche Veer) bei Doorwerth, Provinz Gelderland im Rhein gefunden und befindet sich heute im Rijksmuseum van Oudheden in Leiden.

## Einzelbelege
1. ↑  Inventarnummer e/1896/10.3; Richard Petrovszky: Studien zu römischen Bronzegefäßen mit Meisterstempeln. Leidorf, Buch am Erlbach 1993, S. 280, Nr. N.11.01.

| Personendaten    | Personendaten                              |
| ---------------- | ------------------------------------------ |
| NAME             | Nolinius                                   |
| KURZBESCHREIBUNG | antiker römischer Toreut                   |
| GEBURTSDATUM     | 1. Jahrhundert v. Chr. oder 1. Jahrhundert |
| STERBEDATUM      | 1. Jahrhundert oder 2. Jahrhundert         |